# Ragusa Calcio
L'A.S.D. Ragusa Calcio, più semplicemente A.S.D. Ragusa o Ragusa è una società calcistica italiana con sede nella città di Ragusa. Attualmente milita in Serie D.
Può considerarsi la naturale continuazione dell'Unione Sportiva Ragusa, storico sodalizio ibleo fondato nel 1949 e giunto al fallimento l'estate del 2007.
Il 29 gennaio 2014, dopo la rinuncia a quattro partite di campionato di Serie D 2013-2014, è stata esclusa dal campionato e dichiarata fallita. Nell'estate 2014 la società rinasce con la denominazione di Unione Sportiva Dilettantistica Ragusa 2014. Due anni più tardi la squadra rinuncia ad iscriversi al successivo campionato e di conseguenza viene rifondata come Associazione Sportiva Dilettantistica Città di Ragusa che si iscrive in Promozione.
Dal punto di vista storico il campionato di massimo livello disputato dal club è stato la Serie C, terza divisione nazionale, inoltre conta 7 partecipazioni ai campionati professionistici.
Il colore ufficiale è l'azzurro, il simbolo è l'aquila e disputa le partite di casa allo Stadio Aldo Campo.

## Storia

### Le origini del Ragusa
Le prime informazioni risalgono dalla "Vedetta Iblea" settimanale di propaganda fascista della Provincia iblea: L'U.S. Ragusa nasce ufficialmente nel dicembre 1932. Già negli anni precedenti a questa data una squadra di calcio ragusana gioca delle gare amichevoli e partecipa al Campionato Provinciale 31-32 nel girone A con Comiso, Vittoria e S. Croce (nel girone B c'erano Scicli, Modica, Pozzallo e Spaccaforno).
Nel 33-34 il Ragusa partecipa al campionato ULIC sezione SR con Scicli, Carlentini, Canicattini, Archia SR, De Rosa SR e Megara. il 19 luglio '34 nella finale a SR Ragusa-Carlentini 3-0. Nel 34-35 il Ragusa partecipa al campionato ULIC con Noto, Archia SR, Canicattini, Carlentini e De Rosa SR e vince nuovamente il torneo. Nel 36-37 partecipa al Campionato provinciale con Vittoria, Scicli, Hispica, Pozzallo e S.Croce, divenendone campione. Nel 1939 Partecipa al Campionato Propaganda Provinciale con Pozzallo, Vittoria, Ispica, Ragusa Ibla e Modica. Lo vince l'Ispica.

### Curiosità e la prima Serie C
Il calcio a Ragusa arrivò prima della fondazione di questa società, nel 1949: sin dagli anni '30 esistevano almeno 2 squadre la F.U.C.I. e la JUNIOR, che giocavano allo stadio ENAL (costruito nel 1928 ed inaugurato con una partita fra le rappresentative di Ragusa e di Rosolini finita 2-1 per i ragusani).
Si ha notizia nel campionato 1940-1941 di una squadra che portava il nome della città iblea e militava in Prima Divisione (un livello sotto la Serie C).
Per quasi trent'anni l'Unione Sportiva Ragusa ha militato tra Serie D e Promozione Regionale, ma nel 1977 arrivò la svolta: gli azzurri vinsero il girone I di Serie D e furono promossi in Serie C. Per quattro anni la squadra figurò tra i semiprofessionisti: 17° la prima stagione (passaggio in Serie C2), 16° la seconda, 9° la terza e 18ª e ultima nel campionato 1980-81, che sancì il ritorno in Serie D.

### 2001/2002 Il ritorno della Serie C
Dopo 13 stagioni consecutive (arrivando secondo nel 1995-96) in Serie D, la Serie C2 ritorna solo nella stagione 2001-02, con la seconda vittoria del girone I di Serie D. Una festa a cui partecipò tutta la città ed una formazione, quella vincitrice, che rimarrà come una delle più forti della storia del calcio ragusano. Indimenticabili le partite decisive come quella di Lamezia con circa 600 ragusani al seguito e l'ultima in casa, vinta 6-1 contro il Pro Favara, che decretò la promozione in Serie C grazie anche alla sconfitta della Vigor Lamezia (firmata dall' ex ragusano Leo Chisena della Pro Ebolitana). Nel 2003 il Ragusa si è salvato classificandosi al 13º posto del girone C. Nel 2004 è arrivato 15º ed è stato costretto a giocare i play-out contro il Castel di Sangro dove ha avuto la meglio. Nel 2005 ha concluso la stagione ancora una volta al 15º posto, ma questa volta il Taranto ha avuto la meglio agli spareggi, condannando gli azzurri alla Serie D.

### L'inizio del declino
Nel 2005-06 il Ragusa è giunto al nono posto del girone I di Serie D, dopo aver sfiorato i play-off. La seguente ed ultima stagione è stata turbolenta e travagliata con gli iblei che ancora una volta hanno sfiorato i play-off nonostante i problemi societari. Il 12 luglio 2007, dopo un'estate di ansia e attesa da parte di tutta la città, la società dichiara fallimento per mancanza di fondi e debiti che raggiungerebbero i 500.000 euro. Scompare così lo storico U.S. Ragusa che si porta con sé indelebili e gloriosi ricordi lasciando nella tristezza gli sportivi iblei.

### La rinascita
Dopo la sua scomparsa la squadra del Pozzallo, militante nel campionato regionale di Promozione, fa rinascere il calcio a Ragusa acquisendo la denominazione di Ragusa-Pozzallo e si trasferisce a Ragusa giocando le sue partite interne allo stadio Aldo Campo di Ragusa. Nel 2008, dalla fusione avvenuta tra le società "Pozzallo-Ragusa" e "Ragusa '90" è nata la nuova società denominata Associazione Sportiva Dilettantistica Ragusa. Dopo aver conquistato sul campo il campionato di Promozione girone D nella stagione 2007-08 gli iblei hanno attraversato quattro anni di purgatorio nell'Eccellenza girone B. Infatti per ben quattro volte hanno affrontato i play-off perdendoli rispettivamente: nella stagione 2008-09 (1-0) contro l'Acireale, nella stagione 2009-10 contro il Noto e nella stagione 2010-11 contro il Biancadrano ai calci di rigore. Le cose però cambiano nella stagione 2011-12 quando in panchina arriva mister Rigoli e vengono ingaggiati giocatori di serie superiori. Un campionato caratterizzato dalla sfida al vertice con il Città di Messina. Il Ragusa però ha la meglio sui messinesi nello scontro decisivo vinto 1-0 e ritrova la matematica promozione in Serie D dopo la vittoria fuori casa nella penultima giornata per 0-1 contro i cugini del Modica calcio. Dopo 5 anni così la squadra del capoluogo ritrova la Serie D e viene inserita nel girone I.

### 2012-2013: la salvezza raggiunta ai play-out
Nel 2012-2013 Giuseppe Anastasi è stato ingaggiato come nuovo allenatore. È ritornato l'attaccante Carmelo Bonarrigo e con lui sono arrivati Ferla, Spampinato, Panatteri, Foderaro e Crucitti. Nonostante nel girone di andata il Ragusa si trovasse a ridosso dei play-off, nel girone di ritorno la squadra ha perso posizioni fino ad entrare in zona play-out. A fine del campionato il Ragusa era quart'ultimo e doveva disputare i play-out con il campo a sfavore. Il presidente Giuseppe Rimmaudo ha deciso così di operare un cambio in extremis: ha accettato le dimissioni del tecnico Anastasi e ha chiamato alla guida Emanuele Massari, responsabile del settore giovanile. Gli iblei, partendo da sfavoriti, hanno affrontato l'A.C. Palazzolo, pareggiando in casa il 19 maggio per 1-1 ma vincendo dopo 1-0 al ritorno il 26 maggio, con circa 200 tifosi al seguito, grazie ad un gol dell'ex Bonarrigo. Dopo la salvezza il presidente Giuseppe Rimmaudo ha cercato il sostegno economico della città e dell'imprenditoria locale, non trovando però l'appoggio di nessuno. Dopo settimane di apprensione però il Ragusa Calcio è stato rilevato da una nuova cordata.

### L'era Vito e la fine del Ragusa Calcio
Il 27 giugno 2013 la società è passata nelle mani del nuovo presidente Enzo Vito, che si è presentato con un progetto per vincere la categoria.Gli acquisti più importanti che avrebbero dovuto fare il salto di qualità alla squadra erano i due calciatori argentini Ruben Cecco e Sebastian Marcelo Malandra oltre al brasiliano Diego Simoes De Souza e i forti locali come Federico Bufalino e Gabriele Ferla.
Il progetto però si è dimostrato tutto uno show: dopo un inizio ottimista infatti, i giocatori, senza stipendi da oltre 3 mesi, hanno deciso di mollare; Il presidente Enzo Vito nel frattempo si era dimesso lasciando una società piena di debiti al vice Nicola Savarese che ha cercato, senza riuscirci, di salvare il salvabile. Il 1º dicembre 2013, per la prima volta nella sua storia, il Ragusa Calcio non si è presentato ad una gara ufficiale perdendo a tavolino 3-0 contro l'Agropoli. L'era più buia in assoluto che vede gli iblei ultimi in classifica in attesa dell'ultimo sospiro.
Il 26 gennaio 2014 dopo aver rinunciato per la quarta volta a disputare la partita interna contro il Comprensorio Montalto, il Ragusa viene escluso dal girone I della Serie D alla ventesima giornata.

### La seconda rinascita
Nell'estate 2014, la società rinasce con la denominazione di Unione Sportiva Dilettantistica Ragusa 2014, iscrivendosi al girone D del campionato di Promozione Sicilia. Nel 2016, però, il club rinuncia ad iscriversi, mentre in estate un'altra squadra della città, la New Team Ragusa, cambia denominazione in Associazione Sportiva Dilettantistica Città di Ragusa, continuando quindi a portare avanti il calcio in città. Nel campionato di Promozione 2016-2017, la squadra ottiene un 2º posto nel girone D, qualificandosi ai play-off, dove però perde lo scontro diretto col Città di Messina. Nonostante ciò, il Ragusa viene ripescato in Eccellenza, categoria da cui retrocede dopo un 15º posto finale. A fine stagione, la società cambia denominazione in Associazione Sportiva Dilettantistica Ragusa.
Nella stagione 2018-2019, con la presidenza D'Amico e sotto la guida dell'allenatore Filippo Raciti, il Ragusa partecipa al campionato di Promozione Sicilia, classificandosi al primo posto in classifica e riottenendo la possibilità di giocare in Eccellenza. La stagione vincente viene suggellata dalla conquista della Coppa Italia di categoria, la prima della storia della compagine azzurra.
Dopo un quarto e un quinto posto nel campionato regionale, nella stagione 2021-2022 la squadra vince sia il proprio girone di Eccellenza, ritornando così in Serie D a otto anni dall'ultima volta, sia la Coppa Italia di categoria.

## Colori e simboli

### Colori
Il colore del Ragusa è l'azzurro e da ciò la tradizionale casacca del Ragusa è azzurra con calzoncini bianchi e calzettoni azzurri. I calciatori vengono chiamati perciò azzurri.

### Simboli
Il simbolo del Ragusa è l'aquila, in virtù di ciò i calciatori vengono chiamati aquile.

## Strutture

### Stadio

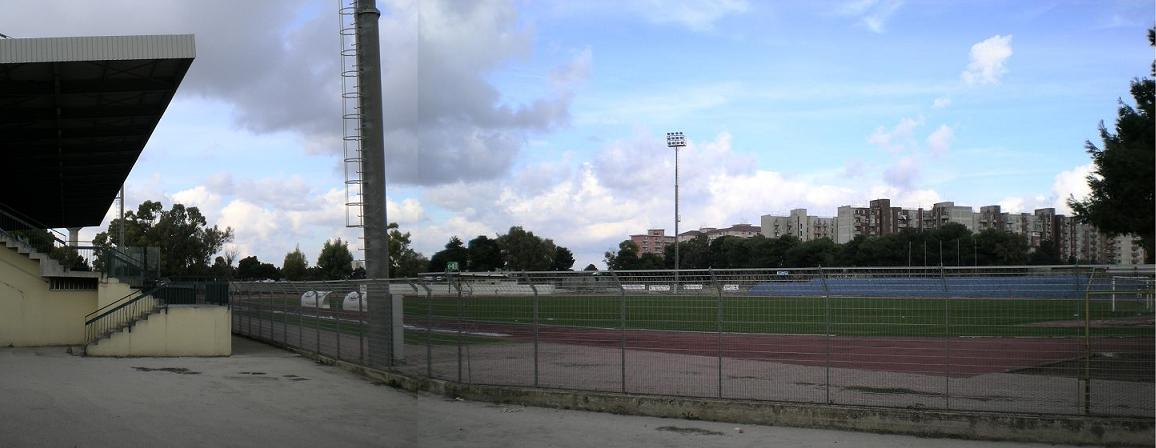
Una veduta dello Stadio Aldo Campo.

Lo stadio principale del Ragusa è lo stadio Aldo Campo. L'anno d'esordio degli azzurri su questo impianto è il 1968, anno in cui lasciò lo storico "ENAL". Lo stadio comunale è situato in contrada Selvaggio ed è stato ridotto recentemente ad una capienza di circa 3.300 spettatori dai suoi 4.500 iniziali.

## Società
Dal punto di vista amministrativo il Ragusa è un'associazione sportiva dilettantistica.
- Presidente: Francesco Coppa Gaetano Cutrufo
- Vice presidente: Emanuele Carnazza e Manuel Maganuco
- Direttore generale: Pasquale Leonardo
- Club manager :  Bruno di Rosa
- Direttore sportivo:  Gaetano Iossa
- Amministratore delegato: Vincenzo Appiano

## Allenatori e presidenti
- 1949-1951  Giovanni Guastella
- 1951-1952  Nicolò Nicolosi
- 1952-1955 ...
- 1955-1956  Luigi Valsecchi
- 1956-1969 ...
- 1969-1971  Vittorio Masci
- 1971-1974 ...
- 1974-1976  Luigi Valsecchi
- 1976-1977  Washington Cacciavillani
- 1977-1978  Evaristo Malavasi
- 1978-1979  Carlo Cesarato
- 1979-1980  Franco Pavoni
- 1980-1981  Zelindo Bisi
- 1981-1990 ...
- 1990-1991  Andrea Pensabene
- 1991-1992  Emanuele Massari
- 1992-1993  Giuseppe Macrì
- 1993-1994  Maurizio Mazza
- 1994-1995  Salvatore Aiello
- 1995-1996  Gaetano Auteri
- 1996-1997  Di Maria
- 1997-1998  Domenico Giacomarro
- 1998-1999  Alfonso Ammirata
- 1999-2000  Pasquale Marino
- 2000-2001  Pasquale Ussia
- 2001-2003  Loreno Cassia
- 2003-2004  Loreno Cassia
 Rosario Foti
- 2004-2005  Giuseppe Romano
 Pietro Infantino
 Santino Nuccio
- 2005-2007  Angelo Galfano
- 2007-2009  Giuseppe Zingherino
- 2009-2010  Giuseppe Balzano
 Gaetano Lucenti
- 2010-2011  Gaetano Lucenti
 Corrado Vaccaro
- 2011-2012  Giuseppe Rigoli
- 2012-2013  Giuseppe Anastasi
 Emanuele Massari
- 2013-2014  Antonio Germano
 Gianfranco Bellotto
 Simone Righetti
 Roberto Sorrentino
- 2014-2016  Salvatore Utro
- 2016-2017  Calogero La Vaccara
- 2017-2019  Filippo Raciti
- 2019-2020  Alessandro Settineri
- 2020-2022  Filippo Raciti
- 2022-2023  Filippo Raciti (1ª-21ª)
 Alessandro Settineri (22ª-31ª)
 Filippo Raciti (32ª-34ª e play-out)
- 2023-2024  Giovanni Ignoffo
- 2024-2025  Alessandro Erra

- 1949-19?? ...
- 19??-1973  Giuseppe Di Natale
- 1973-1975  Andrea Ancione
- 1975-1980  Carmelo Vitale
- 1980-1984  Ippolito Pasquale
- 1984-1992  Bruno Pluchino
- 1992-1996  Giuseppe Di Natale
- 1996-2001  Ettore Tuccitto
- 2001-2008  Pippo Antoci
- 2008-2013  Giuseppe Rimmaudo
- 2013-2014  Enzo Vito
 Nicola Savarese
- 2014-2015  Simone Mazzone
- 2015-2016  Ettore Tuccitto
- 2016-2019  Giovanni Vitale
- 2019-2020  Nicola D'Amico
- 2020-2024  Giacomo Puma
- 2024-oggi  Gaetano Cutrufo e  Francesco Coppa

## Palmarès

### Competizioni interregionali
- Serie D: 2

1976-1977, 2001-2002

### Competizioni regionali
- Eccellenza: 2

2011-2012, 2021-2022 (girone B)
- Promozione: 4

1955-1956, 1982-1983, 1988-1989, 2018-2019 (girone D)
- Prima Categoria: 1

1964-1965
- Coppa Italia Dilettanti Sicilia: 1

2021-2022
- Coppa Italia Promozione Sicilia: 1

2018-2019
- Prima Divisione: 1

1951-1952

### Altri piazzamenti
- Serie D:

Terzo posto: 1966-1967 (girone F)
- Campionato Nazionale Dilettanti:

Secondo posto: 1995-1996 (girone I)
Terzo posto: 1997-1998 (girone I)
- Eccellenza:

Terzo posto: 2008-2009 (girone B)
- Promozione:

Secondo posto: 2016-2017 (girone D)

## Statistiche e record

### Partecipazione ai campionati
| Livello | Categoria                                     | Partecipazioni | Debutto   | Ultima stagione | Totale |
| ------- | --------------------------------------------- | -------------- | --------- | --------------- | ------ |
| 3º      | Serie C                                       | 1              | 1977-1978 | 1977-1978       | 1      |
| 4º      | IV Serie                                      | 1              | 1956-1957 | 1956-1957       | 25     |
| 4º      | Campionato Interregionale                     | 1              | 1958-1959 | 1958-1959       | 25     |
| 4º      | Serie D                                       | 18             | 1959-1960 | 2025-2026       | 25     |
| 4º      | Serie C2                                      | 6              | 1978-1979 | 2004-2005       | 25     |
| 5º      | Campionato Interregionale - Seconda Categoria | 1              | 1957-1958 | 1957-1958       | 23     |
| 5º      | Campionato Interregionale                     | 8              | 1981-1982 | 1991-1992       | 23     |
| 5º      | Campionato Nazionale Dilettanti               | 7              | 1992-1993 | 1998-1999       | 23     |
| 5º      | Serie D                                       | 7              | 1999-2000 | 2013-2014       | 23     |

### Statistiche di squadra
Nella stagione 2021-2022 gli azzurri sono stata l’unica squadra imbattuta a livello nazionale dalla Serie A all’Eccellenza: l’unico club a non perdere mai tra gli 824 impegnati in campo durante la stagione 2021-2022 (20 in A, 20 in B, 60 in C, 171 in D e 553 in Eccellenza). Il grande record è stato celebrato da molte importanti emittenti e quotidiani sportivi a livello nazionale.

## Tifoseria

### Storia

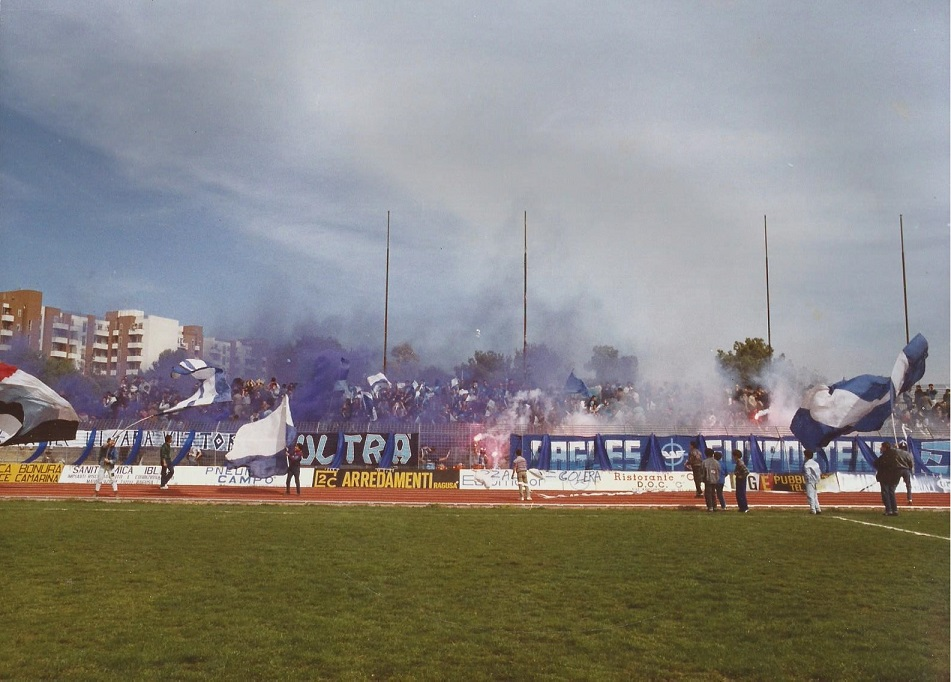
Gli Eagles Supporters nel 1988.

Il movimento ultras a Ragusa muove i primi passi nel 1983, anno di fondazione dei South Boys, nati dall’idea di un gruppo di amici accomunati dalla grande passione per i colori azzurri. Il direttivo era composto da una decina di ragazzi che durante la settimana si riunivano nei pressi della Sacra Famiglia per organizzare le varie attività del gruppo; spesso a loro si aggregava un componente della “Falange D’Assalto Catania” in quel periodo a Ragusa per motivi di lavoro che contribuì non poco alla crescita dei South che in pochissimo tempo riuscirono ad acquistare la stima ed il rispetto dei gruppi ultras che gravitavano in quegli anni in Sicilia. Con i South fiorì anche un piccolo gruppo satellite che ebbe, però, vita breve: i Fegati Spappolati.
I South andarono avanti sino alla stagione 87/88,anno in cui emersero gli Eagles Supporters che si rifacevano ai più quotati E.S della Lazio, squadra simpatizzata da alcuni componenti degli ESRG. Fu un gruppo di transizione che con la promozione delle aquile in D nell'89 cambiò denominazione in Gioventù Iblea. La Gioventù dopo i primi entusiasmanti anni nella vecchia interregionale, ha attraversato periodi bui in coincidenza con il susseguirsi di società fallimentari che ci hanno fatto rischiare anche una triste radiazione. Poi l’era Antoci e la promozione in C. Rimarrà a lungo impressa la trasferta dei 600 di Lamezia. Era l’Aprile del 2002. Quella trasferta fu anche il battesimo del Gruppo Manicomio,fondato da vecchi ultras che gravitavano anni prima nel panorama ultras cestistico con gli "Irriducibili Virtus Ragusa", gruppo manicomio che adotta come proprio colore ufficiale il grigio,e come logo l'allora simbolo della "Banda Noantri Lazio",simbolo che poi qualche anno dopo venne in parte ma non del tutto modificato.
Il Gruppo Manicomio si presenta come un gruppo estroverso e con una visione più british rispetto al vecchio stampo italiano della Gioventù. Hanno inculcato alla gradinata una mentalità ultras che da tempo mancava nella nostra città.Il triennio (dal 2002 al 2005) tra i professionisti vide la tifoseria azzurra confrontarsi con realtà di tutto rispetto nel panorama ultras italiano(centro-sud),facendo ottenere un importante livello di maturazione dal punto di vista ultras alla gradinata.
Con il fallimento della società nel 2007,e la fondazione di una nuova compagine, gli ultras decidono di spostarsi nella "curva nord"attuale settore ospiti,esperienza di breve durata che culminerà nel 2010 a seguito del "furto" delle pezze "Gioventù Iblea" e "Curva Nord" ad opera degli ultras acesi, i due gruppi tra cui quello storico Gioventù Iblea furono costretti a sciogliersi.Dopo quell'evento gli ultras tornarono nella storica "tribuna b"dove il Gruppo Manicomio divenne per oltre un decennio l'unico gruppo ultras in città, seguendo ovunque la propria squadra che nel frattempo subì per altre due volte il fallimento.Nel giro di due anni (2017-2018) la Ragusa Ultras vide scomparire prematuramente due ultras storici Giorgio Licitra detto "Piccolo" e Mario Tumino soprannominato  "Marione" tra i principali fondatori e componenti del "Gruppo Manicomio",ultras che oggi vengono sempre ricordati nelle partite della squadra azzurra con striscioni e bandiere,nonché con un grande murales realizzato nel dicembre del 2020 all'esterno dello stadio.
Nel giugno 2020 nasce il gruppo "Ultras Iblei" che insieme al "Gruppo Manicomio" (anche se ad oggi quest'ultimo risulta ufficialmente autosospeso) rappresentano i gruppi ultras organizzati nella cittadina iblea.

### Gemellaggi e rivalità
Il principale gemellaggio della tifoseria ragusana è quello con il Paternò nato nei primi anni del 2000. Rapporti di stima ed amicizia sono con le tifoserie di Giarre, Atletico Catania, Marsala e Canicattì. C'è del rispetto reciproco con la tifoseria del Trapani. Durante un campionato di Serie D di fine anni 90 era nata un'amicizia con la tifoseria del Crotone, le due tifoserie nella gara giocata a Ragusa seguirono la partita dallo stesso settore,amicizia poi andata a scemare visto che le due compagini hanno sempre giocato in diversi campionati e non si sono più incontrati. Nel triennio che va dal 2002 al 2005 quando il Ragusa,disputava il campionato di c2 erano nate delle amicizie con dei gruppi appartenenti alle tifoserie di Foggia, Latina e Nocerina,precisamente con il gruppo "Regime Rossonero"per quanto riguarda i foggiani,invece con il gruppo "Ultras Passamano" per quanto riguarda i nocerini,amicizie poi non più coltivate per le diverse categorie in cui hanno sempre militato le squadre,e visto lo scioglimento dei gruppi con cui si aveva questa amicizia.Rispetto reciproco anche con la tifoseria dell’Ebolitana instaurata durante un campionato di Serie D.
Per quindici anni circa c'è stata anche una forte amicizia con la tifoseria del Licata che si è interrotta nel 2020.
La principale rivalità si ha con la tifoseria del Vittoria che rappresenta il derby più sentito dell'intera provincia. 
Le rivalità più o meno accese sono con le tifoserie di Igea Virtus, visto il gemellaggio che lega i supporters igeani ai vittoriesi, Acireale, Gela, Caltagirone, Akragas, Modica, Noto, Licata e Messina. In passato, vi sono state rivalità più o meno accese con le tifoserie di Trapani più che altro nata e sentita nell'ambiente ultras del basket ma che non è proseguita nell'ambiente calcistico e con il Siracusa andata a scemare negli ultimi anni.